# Łopuszne
Łopuszne – przysiółek wsi Kasinka Mała w Polsce, położony w województwie małopolskim, w powiecie limanowskim, w gminie Mszana Dolna. 
W źródłach z XVIII i XIX wieku Łopuszne pod nazwą Łopuszna bądź Lobuszna wymieniane jest obok Kasinki jako osobna wieś. Potwierdza to także Mapa Galicji z lat 1779-1783 znana także jako Mapa Miega. 
W latach 1975–1998 przysiółek administracyjnie należał do województwa nowosądeckiego.
Zobacz też: Łopuszna, Łopuszno.